# خرابرتسه
خرابرتسه (به چکی: Chraberce) یک منطقهٔ مسکونی در جمهوری چک است که در ناحیه لوونی واقع شده‌است. خرابرتسه ۳٫۶۸ کیلومتر مربع مساحت و ۱۵۴ نفر جمعیت دارد و ۲۸۰ متر بالاتر از سطح دریا واقع شده‌است.